# Hyadina nigropleuralis
Hyadina nigropleuralis är en tvåvingeart som beskrevs av Canzoneri och Giuseppe Giovanni Antonio Meneghini 1969. Hyadina nigropleuralis ingår i släktet Hyadina och familjen vattenflugor. Inga underarter finns listade i Catalogue of Life.